# Campeonato Gaúcho de Futebol de 1989 - Série A
O Campeonato Gaúcho de Futebol de 1989, foi a 69ª edição da competição no Estado do Rio Grande do Sul. Participaram da disputa 14 clubes. Os seis melhores da primeira fase decidiram o título. Neste ano foi adotado a decisão por pênaltis para jogos empatados, A vitória valia 3 pontos , empate com vitória nos penaltis valia 2 , empate com derrota nos penaltis valia 1 ponto. O campeonato teve seu início em 26 de fevereiro e o encerramento em 18 de junho de 1989.

## Participantes
| - Aimoré (São Leopoldo)21ª - Caxias (Caxias do Sul)28ª - Esportivo (Bento Gonçalves)19ª - Glória (Vacaria) 1ª - Grêmio (Porto Alegre)47ª - Internacional (Porto Alegre)45ª - Juventude (Caxias do Sul)27ª | - Lajeadense (Lajeado)7ª - Novo Hamburgo (Novo Hamburgo)44ª - Passo Fundo (Passo Fundo)11ª - Pelotas (Pelotas)33ª - Santa Cruz -RS (Santa Cruz do Sul)20ª - Inter-SM (Santa Maria) 23ª (Rebaixado) - São Paulo (Rio Grande)18ª (Rebaixado) |

## Hexagonal Final
| 1º Grêmio 25 pg 2º Internacional 23 pg 3º Caxias 16 pg | 4º Glória 13 pg 5º Pelotas 9 pg 6º Passo Fundo 7 pg |

PG: Pontos Ganhos

## Campeão
| Campeonato Gaúcho de Futebol 1989             |
| --------------------------------------------- |
| Grêmio Foot-Ball Porto Alegrense (27º título) |

## Artilheiro
- Caio (Juventude) 10 gols

## Segunda Divisão
Campeão:Ypiranga
2º lugar:Guarany/CA